# Elena Haschke-Marinescu
Elena Haschke-Marinescu (născută Elena Bertha Haschke; n. 26 octombrie 1936 - d. 10 octombrie 2000) a fost o artistă decoratoare română de etnie germană, recunoscută pentru intervenția sa inovatoare în domeniul artelor textile. Influențată de arta populară, opera Elenei Haschke-Marinescu se remarcă, îndeosebi, prin tapiseriile tridimensionale din anii '70 și '80 ce au reprezentat desprinderea de convențiile picturale ale tehnicii.

### Biografie
În 1936 se naște la Galați Elena Haschke-Marinescu, unicul copil al inginerului textil german Josef Anton Haschke și al Mariei Haschke (fostă Lungu). Ca urmare a autorității nou instaurate a Partidului Comunist, familia Haschke va fi deținută timp de un an (1945) în Lagărul de Internare Politică de la Târgu Jiu din rațiuni etnice.[1] În anii ’60, Josef Anton Haschke va contribui la mecanizarea industriei textile din România prin implementarea unor procedee și aparaturi noi de prelucrare a materialelor (spre exemplu fusurile pentru filat și răsucit).[2] Predilecția pentru textile a artistei se poate atribui unei expunerii timpurii, conturată prin prisma activitații tatălui său. Ocupând o poziție centrală în istoria modernă a tapiseriei românești, Elena Haschke-Marinescu se va afirma încă din studenție în peisajul artistic autohton ca model al pictorului Corneliu Baba (Portret de femeie, 1956).[3]
Din 1955 pâna în 1961, artista studiază artele textile la Institutul Național de Arte Plastice „Nicolae Grigorescu” sub îndrumarea profesorilor Petre Dumitrescu Sr., Emilia Niculescu Petrovici și Maria Pană-Buescu.[4] Pe durata și în urma terminării studiilor, Elena Haschke-Marinescu efectuează călătorii de documentare artistică în Bulgaria, Polonia, Cehoslovacia, Republica Federală Germana și în URSS. Afinitățile diverse, cuprinzând istoria artei occidentale (tapiseria medievală franceză), meșteșugurile tradiționale românești (scoarțele și portul popular) și creația vestimentară, vor contribui la formarea unei percepții non-ierarhice asupra producției artistice ce caracterizează abordarea plastică a Elenei Haschke-Marinescu. În 1974 i se acordă o bursă de studii postuniversitare la Institutul de Artă Aplicată din Viena unde se specializează în design vestimentar.[5] Efectele vizuale ale compozițiilor abstracte aparținând curentului Op art din anii ‘60, vor pătrunde în colecția de absolvire a Elenei Haschke-Marinescu, săvârșindu-se astfel o contopire între cotidian și arta plastică. Dinamismul curentului este sugerat atât prin iluzia optică imprimată pe materialul rochiilor, precum și prin îmbrăcarea lor, croiul îndemnând la o mișcare circulară a corpului. 

### Industria textilă și design vestimentar
După absolvirea Institutului de Arte Plastice „Nicolae Grigorescu”, Elena Haschke-Marinescu este repartizată la atelierele de creație ale Întreprinderii Textile „Dacia” din București. Din 1961 pâna în 1969 ea va realiza peste 300 de imprimeuri pentru țesături de bumbac, decorate cu forme organice sau motive vegetale și animaliere viu colorate.[6] Sursă originară a creației populare, natura predomină și în aceste modele, alcătuind un referent primordial pentru industria textilă. Numeroasele participări ale Elenei Haschke-Marinescu la expozițiile și saloanele de artă decorativă din Europa în anii ’70 și ’80 atestă prolificitatea și diversitatea corpusului său artistic. În 1970 participă la crearea unei colecții vestimentare inspirate din portul popular alături de Uniunea Centrală a Cooperativelor Meșteșugărești (sub îndrumarea directoarei dr. Olga Horșia). Intitulată „Folk”, colecția va circula internațional cu ajutorul ICECOOP, fiind prezentată în New York, Paris, München, Düsseldorf, Hamburg și San Marino. Integrarea armonioasă a elementelor de factură populară în vestimentația modernă a colectiei se datorează cunoștințelor vaste despre producția textilă ale artistei. Polemizând însușirea facilă a costumului tradițional de către artizanii moderni și industria vestimentară, aceasta se va pronunța în privința valorificării artei populare:
„Valorificarea tradiției artei populare este o problemă extrem de complexă. Dupa cum se știe, s-au făcut în timp și unele interpretări ce au dus la o deformare a frumosului popular, aspecte ce persistă, din nefericire încă, în unele ramuri ale artizanatului. 
Numai neaprofundarea valorilor costumului popular, neînțelegerea caracteristicilor lui esențiale, neconcordanța dintre croială, ornament, suport și factura execuției pot duce la interpretări facile în creația vestimentară modernă în țara noastră.” [7] 
Fascinația față de lumea arhaică a satului românesc, față de meșteșug și natură, se revarsă în sfera producției industriale prin eforturile Elenei Haschke-Marinescu, contopindu-se astfel tehnici și aspecte aparent dihotomice ale creației artistice. Opera sa va servi ca punte de legătură între arta cultă și cea vernaculară, punând în discuție parametrii inerenți ai tapiseriei ce capătă o dimensiune sculpturală, odată desprinsă de sub tutela decorativului. [8]

### Tapiseria și tehnica sculpturală
Lucrările Elenei Haschke-Marinescu se desprind de convențiile artei textile, polemizând bidimensionalitate și impunerea compozițiilor plane ce evidentiază subordonarea istorică a tapiseriei, picturii: 
„[Tapiseria] nu a existat decât ca o exprimare bidimensională a unei compoziții picturale, transpusă mai mult sau mai puțin stilizat în țesătură de lână și mătase (…)” [9] 
Prin utilizarea unor componente tridimensionale, lucrările sale încep a se desprinde de formatul tradițional, dreptunghiular al tapiseriei, extinzându-se în afara delimitărilor geometrice anterior conforme. Tapiseriile „Brâiele gândului” și „Brâiele pământului”, ale căror elemente libere se aseamănă brâielor populare românești, depărtându-se de spațiul aplatizat al tapiseriei, pătrund în spațiul privitorului. Același efect este realizat în „Omagiu” (1974), tapiseria fiind compusă în întregime din patru brâie late, alungite, realizate din lână țesută, drapate peste o tijă de lemn. Compoziția refuză vădit unitarul, acceptând viitoare permutari. Reprezentarea nu se realizează prin mijloace picturale, figurative, ci prin însăși prezența brâielor al căror simbolism popular propriu potențează tapiseria. Peretele, un simplu spațiu de repaus, susține mărturia lucrării în stare latentă. 
„ (...) ideea de brâie am preluat-o de la elementul de costum popular românesc brâu  - purtat atât la lucru cât și în zilele de sărbătoare de către țărani (...).” [10]
Elena Haschke-Marinescu invocă pluridimensionalitatea atât prin componentele textile libere care se detașează complet sau parțial de suprafața tapiseriei, cât și prin textura materialelor. Lucrarea „Altar arhaic” din 1975 prezintă motive reliefate rezultate printr-o prelucrare parțială a lânii. Spicele de grâu ce încarcă partea centrală a tapiseriei în formă de absidă, confera o dimensiune tactilă compoziției. Folosindu-se în continuare de tehnici tradiționale de țesut, lucrările Elenei Haschke-Marinescu se vor abate însă aproape complet de la o înțelegere convențională a tapiseriei. Străpungând spațiul expozițional, lucrările sale probează verticalitatea inerentă a formei artistice, a dependenței tapiseriei față de structura peretelui. Elementele libere ale lucrării „Brâiele cerului" (1974), se revarsă din suportul dreptunghiular atârnat de tavan, îndemnând la o modalitate distinctă, activă de interacțiune cu tapiseria. Prin mișcarea catalizantă, a încercuirii lucrării, tapiseria se dezice complet de o dimensiune picturală în favoarea unei abordări sculpturale. Astfel este prefigurată lucrarea „Metamorfoza” (1984), tapiseria sculpturală ce o va consacra pe Elena Haschke-Marinescu și despre care artista notează: 
„Tema lucrării mele este metamorfoza Vieții spre Moarte. Am ales cubul - unul dintre corpurile geometrice perfecte - ca simbol al Vieții. La un anumit moment al Vieții, în centrul cubului apăreau elemente nedorite care, treptat, îl invadau, antrenând distrugerea sa, descompunerea completă până la o formă plană, care nu este altceva decât o cruce.
Cele șapte piese ale întregului exprimă această idee a distrugerii Vieții, ideea Morții (crucea și căderea), ultima piesă - un simplu cub - exprimă începerea unui nou ciclu, unde Viața se dezvăluie pură, necontenind să fie invadată de elementele Răului (…)” [11]
Elena Haschke-Marinescu va folosi deopotrivă tehnica haute-lisse și metode tradiționale de țesut (pe gherghef sau razboi) preferând însă materialele comune textilelor vernaculare:
„(....) Încă din 1970 mă preocupă redarea unor idei majore despre lume și viață, prin folosirea altor materiale decât cele clasice (culori de pictură, marmoră, bronz, etc.). Materialele moi - fibra textilă - respectiv părul de capră românească, mai aspru, în culorile lui naturale, în gama redusă de alb, brun-ocru, gris, negru - au fost suficiente pentru a putea întrupa câteva din ideile mele în lucrările cu tema brâielor dar și în lucrarea Metamorfoza.” [12]
Ultima sa expoziție are loc în 1996 la Institutul Cultural Român din New York. Lucrările sale pot fi văzute la Muzeul Colecțiilor de Artă din București, Muzeul de Arte Vizuale din Galați, Muzeul de Artă „Iulian Antonescu” din Bacău și la Muzeul Național al Bucovinei din Suceava. Elena Haschke Marinescu a încetat din viață prematur in anul 2000 la vârsta de 63 de ani. 

### Activitate profesională
1992: Profesor de arte textile la Universitatea Hyperion
1991: Membră a organizației European Textile Network
1970: Creator de modă în cadrul Centrului de Creație Populară și Meșteșuguri Artistice (UCECOM )
1966: Membră a Uniunii Artiștilor Plastici
1964: Debut expozițional la Sala Dalles - „Valorificări ale artei populare în arta cultă”
1961: Creator de imprimeuri pentru țesături din bumbac la „Textila Dacia” din București 

### Expoziții personale
1974: Galeria Simeza, București
1975: Palais Palffy, Viena 
1975: Galerie Stadthaus, Klagenfurt
1976: Muzeul de Artă Vizuală, Galați (cu sculptorul George Apostu)
1977: Galeria Dansk-Design, Köln
1994: Muzeul „Vasile Pârvan”, Bârlad (cu sculptorița Gabriela Manole - Adoc)
1995: Muzeul de Artă și Etnografie, Bacău
1995: Ministerul Afacerilor Externe (sala Gafencu), București
1996: Centrul Cultural Român (Palazzo Correr), Veneția 
1996: Centrul Cultural Român, New York (cu sculptorul Gheorghe Iliescu - Călinești)

### Expoziții de grup
1964-1989: Participă la majoritatea expozițiilor de artă decorativă din tară organizate de Uniunea Artistilor Plastici și Ministerul Culturii. 
1970-1973: Colaborează cu UCECOM pentru colecția de modă „Folk” prezentată de ICECOOP la expoziții și târguri internaționale de modă. 
1973: Expoziție de artă decorativă organizată de Uniunea Artiștilor Plastici, în sala Muzeului Partidului, București 
1973: Trienala artelor decorative, Sala Dalles, București
1976: Trienala artelor decorative, Sala Dalles, București
1977: Expoziția republicană de artă decorativă, Muzeul Țării Crișurilor, Oradea
1978: Expoziția „Artiști plastici contemporani de naționalitate germană”, Casa de Cultura „Friedrich Schiller”, București
1978: Expoziția „Miniaturi textile”, Galeria Căminul Artei, București
1979: Salonul Artelor Decorative, Muzeul Colectiilor de Arta
1980: Quadrienala artelor decorative, Sala Dalles, București
1981: Salonul Municipal, București
1984: Quadrienala artelor decorative, Sala Dalles, București
1988: Quadrienala artelor decorative, Sala Dalles, București
1991: Salonul de artă decorativa, Galeriile Etaj 3-4, Teatrul Național, București
1992: Tapiserie contemporană românească, Galeria Dominus, București
1993: Expoziția de artă a Societății de Cooperare Interbalcanică a Femeilor din Romania (SCIFR), Galeriile Etaj 3-4, Teatrul Național, București
1994: Prima ediție a Trienalei de tapiserie din România, Palatul Parlamentului, București 
1994: Salonul de artă decorativă, Muzeul Național Cotroceni, București

### Aprecieri
... „Principala preocupare a Elenei Haschke Marinescu pare a fi cea a raportului de echilibru dintre elementele cosmice interpretate în spiritul etosului popular, astfel încât o cosmogonie benefică patronează temele și imaginile grupate în jurul soarelui și al lunii, al cerului și pământului...O expoziție a bunului gust și a siguranței stilistice, echilibrată, recomandându-ne o artistă matură, capabilă de inovație tematică și imagistică!” 
Virgil Mocanu (1974), România Literară Nr. 39 
... „ crează tapiserii în relief în care îmbină cu ingeniozitate diferite texturi, decupajele pe care le practică sunt neostentative, notă somptuasă a compozițiilor fiind cenzurată de echilibrul interior și rafinamentul educat al artistei. „Brâiele pământului” și „Soare străbun”, remarcabile lucrări, sugerează din nou resursele tapiseriei, atunci când este gândită în funcție de spațiul ambiant. Prin caracterul lor monumental, depășesc statutul obiectelor decorative ce ornează interioarele domestice. Ca puncte de suferință în această expoziție, tapiseriile artistei se caracterizează prin paleta vie și luminoasă, ele asimilând spontaneitatea artei populare tradusă cu imaginație și emoție de o artistă modernă.”
Cristina Angelescu (1974), Săptămâna Culturală a Capitalei Nr. 200 
„Autoare de tapiserii, panouri decorative și creații vestimentare. Cu o bună întelegere a materialului în care lucrează artista menține într-o expresie unitară valorile decorative și cele aparținând nivelului simbolic. În tapiserie, de multe ori, renunță la convenția bidimensionalității pentru a permite elementelor textile o liberă evoluție în spațiu. Dezvoltate firesc dintr-un nucleu compozițional, fascicolele păstrează însă o relativă dependență față de punctul generator, ceea ce înseamnă că artista ține să controleze în permanență modul în care obiectul textil pe care îl crează „ocupă” și restructurează o anume ambianță.”
Constantin Prut (1982), Dicționar de artă modernă, p. 185-6
„ Elena Haschke Marinescu dezvoltă în lucrările ei simboluri și semne ale mitosului popular românesc spre un sistem modern de comunicare, sistemul unei lumi artistice luminoase, reconstruită de oameni încrezători, plini de bucuria de a trai și de incredere în frumusețea existenței.” 
Horia Horsia (1975), Prezentarea catalogului expoziției personale de la Palais Palffy
„Tapiseriile depășesc întelegerea tradițională, devenind compoziții tridimensionale, interdisciplinar concepute și se instituie în spațiu ca opere de sine stătătoare, cu finalitate ambientală, evidentă. Implicațiile metaforice, specifice imaginii reprezentaționale sînt menținute („Brîiele cerului”).” 
Octavian Barbosa (1972), Dicționarul artiștilor români contemporani, p. 228
„Elena Haschke se numară printre artistii care s-au făcut cunoscuți prin căutarile legate de expresivitatea materialului textil. Lucrările ei se caracterizează prin monumentalitate, prin repartizarea echilibrată a registrelor cromatice. Artista construiește cu siguranță, desenul urmează o geometrie bine gândită, tonurile încheagă pe suprafața țesută rafinate armonii coloristice.” 
Corneliu Stoica (2007), Dicționar al artiștilor plastici gălățeni, p. 42 

### Lucrări din colecții publice - selecție
Muzeul Colectiilor de Artă București - tapiseria „Omagiu” 
Muzeul de Artă Vizuală Galați - tapiseriile „Brîiele pământului” și „Soare arhaic”
Muzeul de Arta „Iulian Antonescu” Bacău - tapiseria „Brîiele luminii” și tapiseria sculpturală „Metamorfoză” 
Colecția fostului Comitet Central al Uniunii Tineretului Comunist - tapiseriile „Creanga de măslin”, „Inscripție de hotar” și „Pomul vieții”
Ministerul Culturii - tapiseriile „Primii străbuni”, „Brâiele gândului” și triptic „Ramura de măslin”
Muzeul Național al Bucovinei, Suceava - panoul textil „Ascendența”